# Darmtympanie
Die Darmtympanie ist eine vor allem bei Meerschweinchenverwandten auftretende Erkrankung, die mit Gasansammlungen im Darm einhergeht und schnell lebensbedrohlich wird. Sie entspricht weitgehend dem Meteorismus (Blähsucht) anderer Tiere und des Menschen, hat jedoch wegen der Besonderheiten im Darmkanal der Meerschweinchenartigen einige Eigenheiten.

## Entstehung
Ursachen für eine Darmtympanie sind vor allem Fütterungsfehler wie mangelnder Rohfasergehalt, zu hoher Proteinanteil (junges Gras, Klee) und zu hoher Gehalt an Kohlenhydraten (Getreide und Getreideprodukte, Schokolade) in der Nahrung. Auch angewelktes, überhitztes oder überfrorenes Grünfutter und plötzliche Futterumstellungen kommen als Auslöser in Betracht. Da die glatte Muskulatur des Magen-Darm-Kanals bei Meerschweinchenartigen gering entwickelt ist und die Nahrung größtenteils durch neu aufgenommenes Futter „weitergeschoben“ wird, kann bereits eine reduzierte Nahrungsaufnahme, wie sie zum Beispiel bei Allgemeinerkrankungen oder Zahnerkrankungen auftritt, eine Darmtympanie auslösen. Schließlich können auch bakterielle Darminfektionen, Darmmykosen oder Parasiten eine Tympanie hervorrufen.
Die genannten Faktoren führen zu einer Verschiebung der natürlichen Darmflora mit Zunahme gasbildender Bakterien und Fehlgärung. Aus der Darmtympanie kann sich bei Überwucherung mit pathogenen Bakterien eine Enterotoxämie entwickeln, bei der von den Bakterien gebildete Enterotoxine in das Blut übergehen.

## Klinisches Bild
Die Darmtympanie geht mit einer Störung des Allgemeinbefindens einher, die sich bei leichten Aufgasungen in stark verminderter Aktivität, bei schwereren Formen in einer völligen Abgeschlagenheit (Apathie) zeigt. Der Bauchschmerz zeigt sich in einem aufgekrümmten Rücken und Zähneknirschen. Bei stärkerer Ausgasung ist eine Umfangsvermehrung des Bauches sichtbar. Durch die nunmehr viel Platz im Bauchraum einnehmenden Darmteile wird das Zwerchfell in seiner Tätigkeit behindert und es kommt zu Atemnot. Der Druck auf die großen Bauchgefäße führt zu einer Störung des Herz-Kreislaufsystems.
Eine Enterotoxämie zeigt sich in Schocksysmptomen wie bläulichen Schleimhäuten (Zyanose), flacher Atmung und Untertemperatur (< 37 °C). Sie kann rasch den Tod des Tieres zur Folge haben.

## Diagnose und Therapie
Die Diagnose Darmtympanie lässt sich bereits klinisch stellen. Die gasgefüllten Darmschlingen lassen sich bei leichteren Formen noch durch die Bauchwand ertasten, bei starker Auftreibung des Bauches entsteht beim Beklopfen des Bauches (Perkussion) ein typischer hohler Schall.
Zur genauen Lokalisation der Tympanie ist die Anfertigung einer Röntgenaufnahme sinnvoll.
Eine leichtere Darmtympanie kann mit die Darmmotorik fördernden Wirkstoffen wie Metoclopramid und schaumbrechenden Mitteln wie Dimeticon behandelt werden. Zur Stabilisierung der Darmflora werden Probiotika eingesetzt. Eine vorsichtige Bauchmassage kann den Weitertransport des Nahrungsbreis und Gases fördern.
Bei schweren Verlaufsformen ist die Gabe von Schmerzmitteln und Breitband-Antibiotika angezeigt. Eine Aufgasung des Blinddarms lässt sich mit einer Kanüle durch die Bauchwand punktieren, wobei auf ein langsames Ablassen des Gases geachtet werden muss.
Bei Schocksymptomen ist eine lebenserhaltende Notfalltherapie mit Kreislaufunterstützung und Sauerstoffzufuhr angezeigt, bevor die eigentliche Behandlung der Tympanie erfolgen kann.
Nach der Primärbehandlung sind unbedingt die auslösenden Faktoren zu ermitteln, insbesondere die Zähne sollten inspiziert werden. Die weitere Nahrungsaufnahme muss unter Umständen durch Zwangsfütterung gewährleistet werden.